# Ilhas Kerguelen
As ilhas Kerguelen ou arquipélago de Kerguelen (em francês:  Îles Kerguelen ou Archipel de Kerguelen, mas oficialmente Archipel des Kerguelen) são um grupo de ilhas localizadas no extremo sul do oceano Índico. São parte do território ultramarino das Terras Austrais e Antárticas Francesas.
Estão localizadas a 49°20′S e 69°20′E. A ilha principal, Grande Terre, originalmente chamada Île de la Désolation, tem 6675 km² de área e está cercada por outras 300 ilhotas, formando um arquipélago com 7215 km². Essas ilhas apresentam clima frio, com fortes ventos e mar bravio.
A base científica francesa, Port-aux-Français, está localizada em Grande Terre e lhe serve de capital, nela constando os principais serviços do arquipélago, tais como bares, hospital, biblioteca e a capela de Notre-dame des Vents.

## História
Antes de serem oficialmente catalogadas em 1772, as ilhas Kerguelen aparecem como a "Ile de Nachtegal" no mapa de Philippe Buache de 1754, Carte des Terres Australes comprises entre le Tropique du Capricorne et le Pôle Antarctique où se voyent les nouvelles découvertes faites en 1739 au Sud du Cap de Bonne Esperance ("Mapa das Terras do Sul contidas entre o Trópico de Capricórnio e o Polo Antártico, onde podem ser vistas as novas descobertas feitas em 1739 ao sul do Cabo da Boa Esperança"). É possível que esse nome antigo seja uma homenagem ao navio De Zeeuwsche Nachtegaal de Abel Tasman. No mapa de Buache, "Ile de Nachtegal" está localizada a 43°S, 72°E, cerca de 6° norte e 2° leste da localização real de Grande Terre.
As ilhas foram oficialmente descobertas pelo navegador francês Yves-Joseph de Kerguelen-Trémarec em 12 de fevereiro de 1772. No dia seguinte, Charles de Boisguehenneuc desembarcou e reivindicou a ilha para a coroa francesa. Yves de Kerguelen organizou uma segunda expedição em 1773 e chegou à "baie de l'Oiseau" em dezembro de 1773. Em 6 de janeiro de 1774, ele ordenou que seu tenente, Henri Pascal de Rochegude, deixasse uma mensagem notificando qualquer transeunte sobre as duas passagens e da reivindicação francesa sobre as ilhas.
Posteriormente, uma série de expedições visitaram brevemente as ilhas, incluindo a terceira viagem do Capitão James Cook em dezembro de 1776. Cook verificou e confirmou a passagem de Kerguelen ao descobrir e anotar a mensagem deixada pelo navegador francês.
Em 1892, devido às operações alemãs na área, a França reafirmou sua reivindicação sobre as ilhas Kerguelen, as ilhas de Amesterdã e São Paulo e o arquipélago Crozet. Em 1924, decidiu-se administrar estes territórios (além daquela porção da Antártica reivindicada pela França e conhecida como Terra Adélia) a partir de Madagascar; tal como acontece com todas as reivindicações territoriais antárticas, a posse da França no continente é mantida em suspenso até que seja ratificado um novo tratado internacional que defina os direitos e obrigações de cada requerente. Assim, as Kerguelen são atualmente um dos cinco distritos das Terras Austrais e Antárticas Francesas.
Desde então, sua fauna marinha foi explorada até a beira da extinção, como a pele de foca no século XVIII e os elefantes marinhos no século XX. A partir de 1949, Kerguelen tem sido utilizada por um pequeno contingente de cientistas. Nela também foi instalada, em 1963, uma estação de lançamento e rastreamento de satélites, a leste de Port-aux-Français.
Existem outros pontos de interesse histórico, todos em Grande Terre:
- Anse Betsy (estação geomagnética histórica).
- Armor (base militar).
- Baie de l'Observatoire (estação geomagnética histórica).
- Cabane Port-Raymond (campo científico).
- Cap Ratmanoff (estação geomagnética, ponto mais oriental de Kerguelen).
- La Montjoie (campo científico)
- Molloy (Pointe Molloy), antigo observatório.
- Port Bizet (estação sismográfica).
- Port Christmas (base geomagnética histórica).
- Port Couvreux (antigo campo baleeiro, fazenda experimental de criação de ovelhas e estação geomagnética).
- Port Curieuse (ancoradouro).
- Port Douzième (estação geomagnética).
- Port Jeanne d'Arc (antigo campo baleeiro).

## Grande Terre

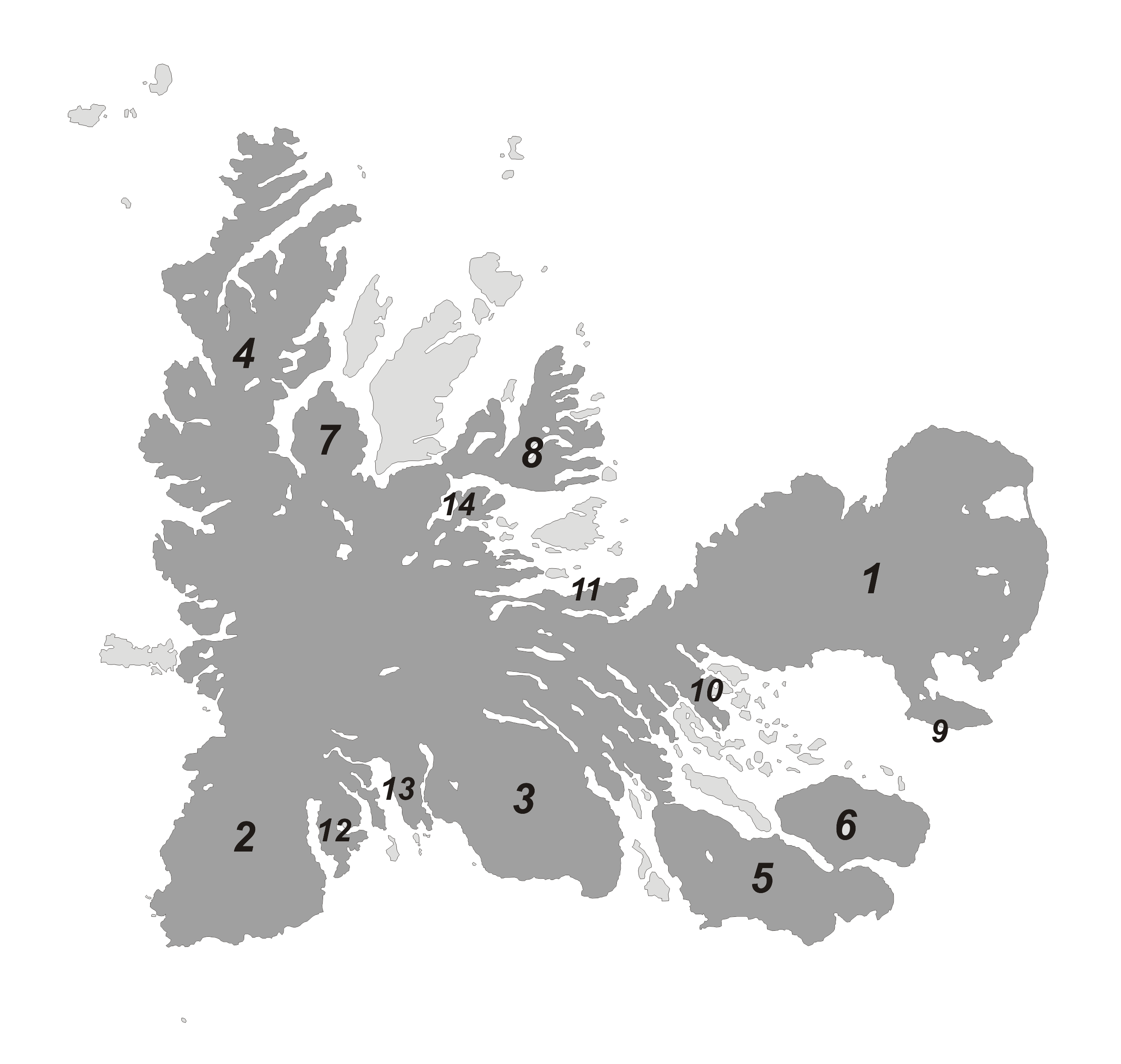
Penínsulas de Grande Terre

Grande Terre, a ilha principal, mede 150 km de leste a oeste  e 120 km de norte a sul. Seu ponto mais elevado é o monte Ross, localizado no lado oeste, com 1850m de altitude e coberto pelo glaciar Cook. A ilha é caracterizada por um grande número de penínsulas, sendo as mais importantes as seguintes:
1. Península Courbet
2. Península Rallier du Baty
3. Península Gallieni
4. Península Loranchet
5. Península Jeanne d'Arc
6. Península Ronarc'h
7. Península Société de Géographie
8. Península Joffre
9. Península Prince de Galles
10. Península de Gauss
11. Península Bouquet de la Grye
12. Península de Entrecasteaux
13. Península de Bougainville
14. Península Hoche

## Principais ilhas
Além de Grande Terre, as principais ilhas do arquipélago são:
- Île Foch, ao norte, é a maior delas, com área de 458 km².
- Île Saint-Lanne Gramont, também ao norte, é a segunda maior, com 206,2 km².
- Île du Port, ao norte com 43,0 km².
- Île de l'Ouest (oeste, 40 km²).
- Île Longue (sudeste, 40 km²).
- Îles Nuageuses (nordeste).
- Île de Castries.
- Île Leygues (norte).
- Île Howe (norte).
- Île Violette.
- Île aux Rennes (sudeste, 36,7 km²).

## Imagens
|  |  |
|  |  |